# Rorainópolis
Rorainópolis är en kommun i Brasilien.   Den ligger i delstaten Roraima, i den nordvästra delen av landet, 2 300 km nordväst om huvudstaden Brasília. Antalet invånare är 25 587.
I omgivningarna runt Rorainópolis växer i huvudsak städsegrön lövskog. Trakten runt Rorainópolis är nära nog obefolkad, med mindre än två invånare per kvadratkilometer.